# Peter Jackson
Peter Robert Jackson, ONZ, KNZM (Pukerua Bay, 31 de outubro de 1961), é um roteirista, cineasta e produtor cinematográfico neozelandês. Filho de Bill e Joan Jackson, ambos imigrantes ingleses, ele ficou conhecido por dirigir a trilogia épica O Senhor dos Anéis, adaptada por ele, juntamente com Fran Walsh e Philippa Boyens da obra homônima de J. R. R. Tolkien. Dirigiu também a história que antecede O Senhor dos Anéis, chamada O Hobbit também baseada num dos livros de J. R. R. Tolkien, The Hobbit: An Unexpected Journey estreou em 14 de dezembro de 2012. A segunda parte (The Hobbit – The Desolation of Smaug) estreou em 13 de dezembro de 2013 e o capítulo final da trilogia (The Hobbit – The Battle of the Five Armies) chegou aos cinemas dia 11 de dezembro de 2014.
Um de seus primeiros filmes, um sucesso do gênero Trash, é Braindead (1992). Mais tarde, pelo seu filme Heavenly Creatures (1994), Jackson dividiu uma indicação para o Oscar de Melhor Roteiro Original com sua esposa, Fran Walsh.

## Carreira

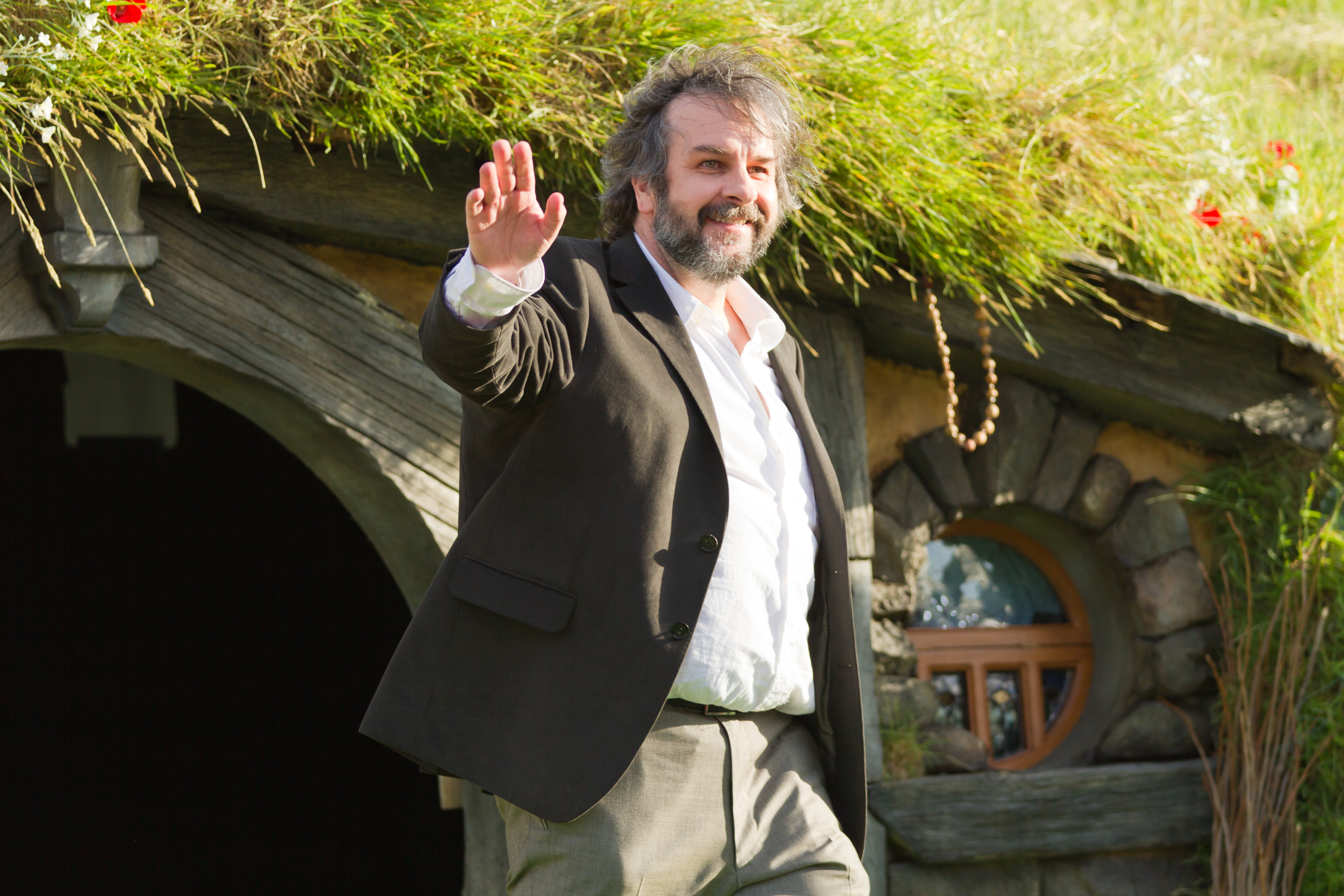
Peter Jackson na premiere de "Hobbit - Uma Jornada Inesperada", na Nova Zelândia.

Quando um amigo de seus pais presenteou o pequeno Peter Jackson, aos seus 8 anos, com uma câmera Super-8, o garoto, que já se divertia tirando fotos, começou a fazer seus próprios filmes, que ele gravava com seus amigos. Eles eram curtos, mas já mostravam uma das características principais do futuro cineasta: efeitos especiais impressionantes e a baixo custo. Jackson começou a desenvolver projetos mais sérios a partir de sua entrada em um concurso local que procurava estimular filmes amadores e infantis. Para esse concurso ele utilizou o recurso de animação em stop motion para criar um monstro arruinando uma cidade, mas infelizmente não chegou a vencer.
Aos 22 anos, um de seus projetos mudou o rumo de sua carreira cinematográfica. O filme trash Bad Taste começou como qualquer outro filme de Peter Jackson: de forma amadora, com poucos recursos e com seus amigos atuando e auxiliando-o. Ele mesmo fez o filme praticamente sozinho, dirigindo, produzindo, filmando e estrelando em vários papéis, inclusive o de herói. Levou cerca de quatro anos para finalizar o filme, que cresceu de meia hora de duração, conforme o planejado, para um longa-metragem de 90 minutos.
O que começou como uma piada, se transformou num clássico. Um amigo de Jackson, que já estava envolvido na indústria cinematográfica, o convenceu que o filme tinha atrativos comerciais, então decidiram levar o resultado final ao Festival de Cannes. Lá, o filme foi aclamado pelos críticos e ganhou vários prêmios. Bad Taste agradou principalmente pelo seu humor bizarro e pelo excesso de efeitos especiais, alguns realísticos, outros hilários graças ao seu visual amador. Os direitos do filme foram vendidos a doze países, e Peter Jackson tornou-se um diretor reconhecido, iniciando então a sua carreira profissional como cineasta.
Diferente de outros diretores neozelandeses, Jackson permaneceu na Nova Zelândia para fazer os seus filmes, fazendo com que Hollywood viesse até ele. Esse foi o início de várias companhias de suporte e produção. Grande parte de seus bens estão localizados na Península de Miramar, em Wellington, e muitos de seus filmes se passam ao redor da cidade.
Um perfeccionista em relação aos seus projetos, Jackson demanda vários takes de cada cena (sempre pedindo "mais um para dar sorte"), exige que sua equipe de efeitos especiais faça o seu trabalhos sem falhas e insiste na fidelidade das miniaturas mesmo nos lados que nunca aparecem. Ao contrário do que se possa imaginar, algumas de suas mais belas tomadas foram tiradas enquanto voava de uma locação à outra, casualmente. Apesar do seu perfeccionismo, tem a reputação de pedir um orçamento mais barato para seus filmes que outros diretores.
O filme que seguiu a finalização da trilogia O Senhor dos Anéis foi o remake do clássico de 1933 King Kong, que inicialmente inspirou Peter Jackson a se tornar um cineasta, aos 9 anos. Segundo foi anunciado, a Universal Studios pagou-lhe 20 milhões de dólares adiantados mais 20% do total da bilheteria. O filme foi lançado em 14 de dezembro de 2005 e o elenco inclui a atriz indicada ao Oscar Naomi Watts, o vencedor do Oscar de melhor ator Adrien Brody, Jack Black, Colin Hanks e Andy Serkis. A produção de King Kong custou mais de 200 milhões de dólares e o corte final tem duração de mais de três horas, superando em ambos os aspectos o filme original de 1933.
Sua atenção então voltou-se para a sua versão cinematográfica do best-seller de Alice Sebold intitulado The Lovely Bones (Uma Vida Interrompida: Memórias de um Anjo Assassinado). O filme foi escrito e dirigido por Jackson, que alegou se sentir aliviado por se afastar um pouco dos épicos de larga escala e voltar a se aproximar aos seus filmes anteriores como Heavenly Creatures. Em 2009, esteve envolvido na produção de Distrito 9, filme surgido após o cancelamento (ainda na fase de script) de sua adaptação cinematográfica do videogame Halo.
Depois de muita pressão e insistência dos fãs que desejavam que o diretor fizesse a história precedente a O Senhor dos Anéis - O Hobbit, Peter Jackson aceitou o desafio e dirigiu o filme, que foi dividido em três partes. A primeira, lançada no final de 2012, chama-se O Hobbit - uma jornada inesperada. A segunda, foi lançada no final de 2013 O Hobbit: a desolação de Smaug. A terceira e última parte: O Hobbit: A batalha dos cinco exércitos, lançada em dezembro de 2014, tirando A Esperança, da saga Jogos Vorazes, do primeiro lugar nos primeiros três dias depois de lançado.

## Filmografia
Como diretor:
| Ano  | Título                                            | Título em português                                                                     | Indicações ao Oscar | Premiações do Oscar | Indicações ao BAFTA | Premiações do BAFTA | Indicações ao Globo de Ouro | Premiações do Globo de Ouro |
| ---- | ------------------------------------------------- | --------------------------------------------------------------------------------------- | ------------------- | ------------------- | ------------------- | ------------------- | --------------------------- | --------------------------- |
| 1976 | The Valley (curta-metragem)                       |                                                                                         |                     |                     |                     |                     |                             |                             |
| 1987 | Bad Taste                                         | br: Trash - Náusea Total pt: Carne Humana Precisa-se                                    |                     |                     |                     |                     |                             |                             |
| 1989 | Meet the Feebles                                  | br: Meet the Feebles pt: Feebles, os Terríveis                                          |                     |                     |                     |                     |                             |                             |
| 1992 | Braindead (também lançado como Dead Alive)        | br: Fome Animal pt: Morte Cerebral                                                      |                     |                     |                     |                     |                             |                             |
| 1994 | Heavenly Creatures                                | br: Almas Gêmeas pt: Amizade sem Limites                                                | 1                   |                     |                     |                     |                             |                             |
| 1995 | Forgotten Silver (documentário)                   |                                                                                         |                     |                     |                     |                     |                             |                             |
| 1996 | The Frighteners                                   | br: Os Espíritos pt: Agarrem-me Esses Fantasmas                                         |                     |                     |                     |                     |                             |                             |
| 2001 | The Lord of the Rings: The Fellowship of the Ring | br: O Senhor dos Anéis: A Sociedade do Anel pt: O Senhor dos Anéis: A Irmandade do Anel | 13                  | 4                   | 12                  | 4                   | 4                           |                             |
| 2002 | The Lord of the Rings: The Two Towers             | br/pt: O Senhor dos Anéis: As Duas Torres                                               | 6                   | 2                   | 9                   | 2                   | 2                           |                             |
| 2003 | The Lord of the Rings: The Return of the King     | br: O Senhor dos Anéis: O Retorno do Rei pt: O Senhor dos Anéis: O Regresso do Rei      | 11                  | 11                  | 12                  | 4                   | 4                           | 4                           |
| 2005 | King Kong                                         | br/pt: King Kong                                                                        | 4                   | 3                   | 3                   | 1                   | 2                           |                             |
| 2008 | Crossing the Line (curta-metragem)                |                                                                                         |                     |                     |                     |                     |                             |                             |
| 2009 | The Lovely Bones                                  | br: Um Olhar do Paraíso pt: Visto do Céu                                                | 1                   |                     | 2                   |                     | 1                           |                             |
| 2012 | The Hobbit - An Unexpected Journey                | br: O Hobbit: Uma Jornada Inesperada pt: O Hobbit: Uma Viagem Inesperada                | 3                   |                     | 3                   |                     |                             |                             |
| 2013 | The Hobbit: The Desolation of Smaug               | br/pt: O Hobbit: A Desolação De Smaug                                                   | 3                   |                     |                     |                     |                             |                             |
| 2014 | The Hobbit: Battle Of The Five Armies             | br/pt: O Hobbit: A Batalha dos Cinco Exércitos                                          | 1                   |                     |                     |                     |                             |                             |
| 2018 | They Shall Not Grow Old                           | br/pt: Eles Não Envelhecerão                                                            |                     |                     | 1                   |                     |                             |                             |
| 2021 | The Beatles: Get Back (Documentário)              | The Beatles: Get Back (Documentário)                                                    |                     |                     |                     |                     |                             |                             |

Como produtor:
- Bad Taste (1987): Produtor
- Meet the Feebles (1989): Produtor
- Valley of the Stereos (1992): Coprodutor
- Jack Brown Genius (1994): Produtor
- Heavenly Creatures (1994): Coprodutor
- The Frighteners (1996): Produtor
- The Lord of the Rings: The Fellowship of the Ring (2001): Diretor
- The Lord of the Rings: The Two Towers (2002): Diretor
- The Lord of the Rings: The Return of the King (2003): Diretor
- King Kong (2005): Diretor
- District 9 (2009): Produtor
- The Lovely Bones (2009): Diretor
- Dambusters (2010): Produtor
- The Adventures of Tintin: Secret of the Unicorn (2011): Produtor
- The Hobbit - An Unexpected Journey (2012): Diretor/Produtor/ Roteirista
- The Hobbit: The Desolation of Smaug (2013): Diretor/Produtor/ Roteirista
- The Hobbit: The Battle of the Five Armies (2014): Diretor/Produtor/Roteirista

Na trilha sonora:
- The Lord of the Rings: The Two Towers (2002): Músico, em "Edoras"

Outros:
- Meet the Feebles (1989): Projetista de marionetes
- Braindead (1992): Animador de stop-motion
- The Ugly (1997): Agradecimento especial
- Heaven (1998): Agradecimento especial
- Phantom (1998): Agradecimento especial
- The Lord of the Rings: The Return of the King (2003): Produtor-executivo da trilha sonora (não-creditado)
- I'll See You in My Dreams (2003): Agradecimento
- The World's Fastest Indian (2005): Agradecimento
- Hostel (2005): Agradecimento muito especial
- Reclaiming the Blade (2009): Agradecimento muito especial

Como ator
- The Valley (1976)
- Bad Taste (1987): Derek/Robert
- Braindead (1992): Assistente do agente funerário
- Heavenly Creatures (1994): Hobo (não-creditado)
- Forgotten Silver (1995) ele próprio
- The Frighteners (1996): Man with Piercings (não-creditado)
- The Lord of the Rings: The Fellowship of the Ring (2001): Albert Dreary
- The Lord of the Rings: The Two Towers (2002): Rohan Warrior
- The Long and Short of It (2003): Motorista de ônibus
- The Lord of the Rings: The Return of the King (2003): Castamir
- King Kong (2005): Gunner
- Hot Fuzz (2007): Father Christmas (não-creditado)
- Entourage (2008) ele próprio
- The Lovely Bones (2009) Cliente da loja de câmeras

Efeitos especiais:
- The Valley (1976)
- Bad Taste (1987)
- The Lounge Bar (1989)

Efeitos visuais:
- Braindead (1992): Miniaturas
- Contact (1997): Efeitos visuais adicionais

Editor:
- The Valley (1976)
- Bad Taste (1987)

Maquiagem:
- The Valley (1976): Designer de maquiagem
- Bad Taste (1987): Efeitos de maquiagem

Diretor da segunda equipe:
- Jack Brown Genius (1994): 2nd AD

Departamento elétrico e câmeras:
- Meet the Feebles (1989): Operador de câmera

Figurinista:
- The Valley (1976)

## Prêmios
- Óscar para Melhor Direção — The Lord of the Rings: The Return of the King em 2003
- Óscar para Melhor Filme — The Lord of the Rings: The Return of the King em 2003
- Óscar para Melhor Roteiro Adaptado — The Lord of the Rings: The Return of the King em 2003

## Outras atividades
Jackson comprou uma mansão da década de 1930 com 20 hectares de terra em Wairarapa e passou anos desenvolvendo a propriedade. Diz-se que contém um cinema e estúdio privado de 100 lugares, uma piscina interior de 20 m, um túnel de 80 m de tijolos que passa por baixo da casa e também no local há um sistema ferroviário, um pub privado e um lago - a peça central da propriedade completa com ilhas e construção semelhante a um castelo. A casa do hobbit de Frodo Bolseiro, Bag End, foi transferida para a propriedade e recriada perfeitamente, servindo também como quarto de hóspedes.
Seu portfólio de propriedades em 2018 foi estimado em NZ$ 150 milhões.
Em 2009, ele comprou um jato Gulfstream G550 registrado ZK-KFB; seu patrimônio líquido total é estimado pela National Business Review em NZ$ 450 milhões. No início de 2014, ele substituiu seu Gulfstream G550 por um Gulfstream G650 também registrado como ZK-KFB. Em abril de 2014, a aeronave foi usada na busca pelo MH370. A aeronave foi posteriormente vendida. Jackson possui uma empresa de restauração e fabricação de aeronaves, a "The Vintage Aviator Limited" (com sede em Kilbirnie, Wellington, e no Hood Aerodrome, Masterton), que é dedicada à Primeira Guerra Mundial e aviões de combate da Segunda Guerra Mundial, entre outros aviões das décadas de 1920 e 1930. Ele é presidente do "Omaka Aviation Heritage Trust", que hospeda um show aéreo bienal.
Ele é dono de uma empresa de modelagem em escala Wingnut Wings especializada em assuntos da Primeira Guerra Mundial. A Wingnut Wings, no entanto, fechou em março de 2020 com o destino final da empresa e seus moldes ainda não conhecidos.